# مرسيدس كابريرا
مرسيدس كابريرا (من مواليد 3 ديسمبر 1951) سياسية وعالمة سياسة ومؤرخة ووزيرة إسبانية. وهي أيضًا ابنة أخت ليوبولدو كالفو سوتيلو بوستيلو رئيس الوزراء السابق ووزير الخارجية السابق فرناندو موران لوبيز وحفيدة الفيزيائي بلاس كابريرا فيليبي.

## السيرة الشخصية
كابريرا حاصلة على درجة الدكتوراه في العلوم السياسية وعلم الاجتماع من جامعة كومبلوتنسي بمدريد، ومنذ عام 1996 فصاعدًا كانت أستاذة في تاريخ النظرية السياسية والحركات الاجتماعية والسياسية في جامعة كومبلوتنس.
وهي متزوجة من كاروس أرينيلاس نائب رئيس لجنة البورصة الوطنية الإسبانية ولديها طفلان. كانت نائبة عن حزب العمال الاشتراكي الإسباني عن دائرة مدريد منذ عام 2004 عندما ترشحت في المركز الثاني على قائمة الحزب بعد رئيس الوزراء خوسيه لويس رودريغيز ثاباتيرو. تم اختيارها كرئيسة للجنة البرلمانية للتربية والعلوم في مجلس النواب. وهي عضو في مجلس محافظي مؤسسة بابلو إغليسياس ورئيسة جمعية أصدقاء
«سكن الطالب». عملت أيضًا كمعلمة في مدرسة «أوستوديو» في مدريد. في 7 أبريل 2006 عينها رئيس الوزراء خوسيه لويس رودريغيز ثاباتيرو وزيرة التعليم والعلوم الإسبانية، وهو المنصب الذي شغله حتى أبريل 2009 عندما تم استبدالها بأنجيل غابيلوندو.